# Euryale ferox

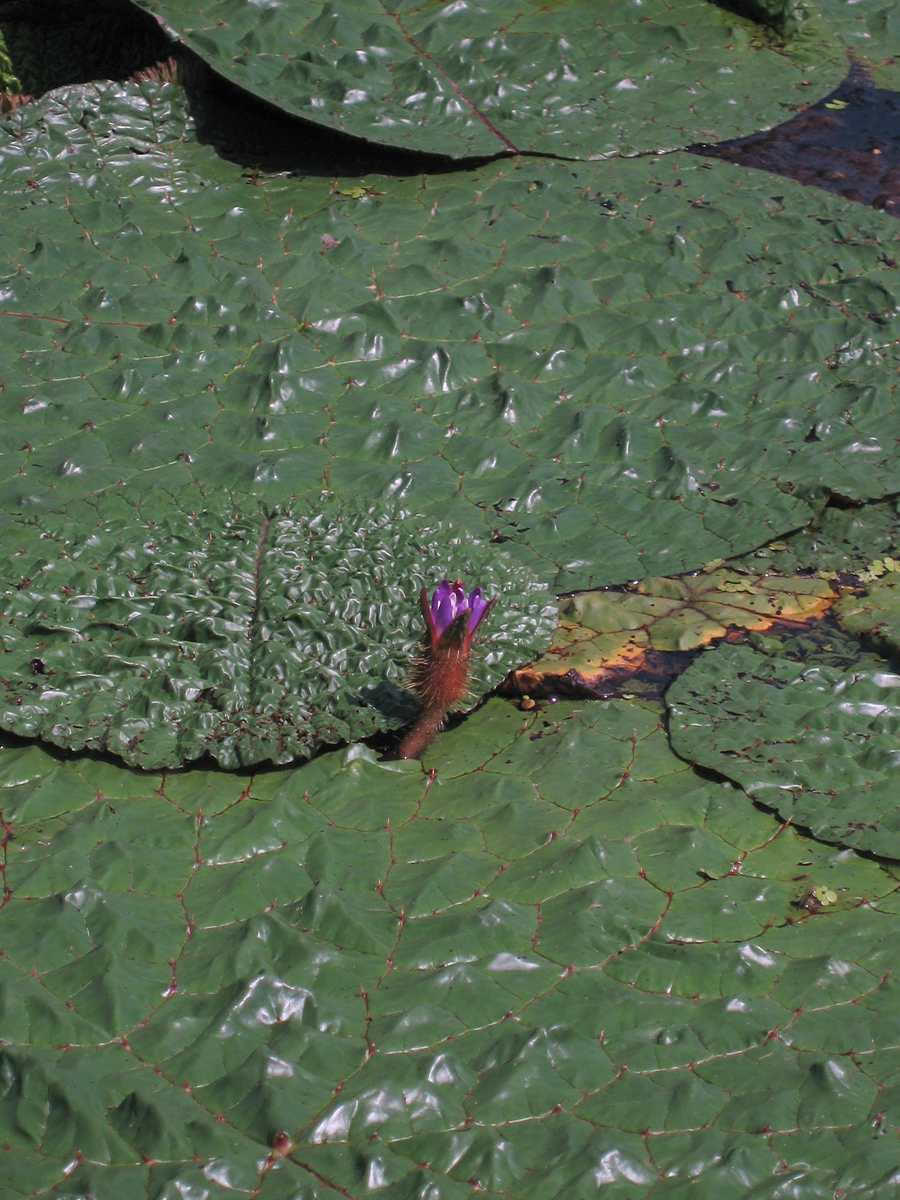

Az Euryale ferox, közismert neve tüskés tavirózsa vagy Gorgon-növény. Dél- és Kelet-Ázsiában őshonos tavirózsa faj, és az Euryale nemzetség egyetlen megmaradt tagja. A szárítva ehető magvakat rókadiónak vagy makhanának hívnak, Ázsiában élelmiszernek számítanak.
Bár általában a tavirózsa családjába, a Nymphaeaceae családba sorolják, de időnként a fajt különálló családnak, az Euryalaceae-nak tekintik. Más tavirózsákkal ellentétben az Euryale pollenszemcséinek három magja van.
A nemzetség a nevét egy mitikus görög Gorgonról, Euryaleról kapta.
Az Euryale ferox évelő növény, amely Kelet-Ázsiában és Dél-Ázsiában honos, és Északkelet-Indiától Koreáig és Japánig taqlálható, valamint Oroszország keleti részén is előfordul. Az indiai Bihar állam a világ rókamagjának 90%-át termeli. Vízben nő, élénk lila virágjai vannak. A levelek nagyok és kerekek, gyakran több mint egy méter átmérőjűek, a levélszár az alsó felület közepén kapcsolódik. A levél alsó része lilás, míg a felső felülete zöld. A levelek rácsos mintázatúak, bár a felszínen lebegő szárakat, virágokat és leveleket éles tüskék borítják. A többi levél vízalatti. Indiában az Euryale általában tavakban, vizes élőhelyekben nő. Az utóbbi időben az Indiai Agrárkutatási Tanács kifejlesztett egy technikát az Euryale szántóföldi termesztésére.
A növény magja keményítőben gazdag és ehető. A növényt magjaiért India, Kína és Japán síkvidéki tavaiban termesztik. A kínaiak évszázadok óta termesztik a növényt. Az indiai Biharban több mint 96 000 hektárt különítettek el Euryale termesztésére 1990 és 1991 között. A növény a legjobban olyan helyeken nő, ahol forró, száraz nyár és hideg tél van. A magokat nyár végén és kora ősszel gyűjtik, és nyersen vagy főzve is fogyaszthatók.
Indiában, az ország északi és nyugati részén az Euryale ferox magvait gyakran pörkölik vagy sütik, melyek a pattogatott kukoricához hasonlóan kipattognak. Ezután megeszik, gyakran olajjal és fűszerekkel meglocsolva. Főzni is szokták, különösen a kheer nevű zabkása vagy puding készítéséhez. A magvakat kantoni leveshez használják. Az archeobotanika bizonyítékai azt mutatják, hogy az Euryale ferox gyakran gyűjtött vadon élő táplálékforrás volt a neolitikumban a Jangce régióban, és nagyszámú lelet származott Kuahuqiao, Hemudu és Tianluoshan lelőhelyeiről. Az E. ferox legkorábbi felhasználását az izraeli Gesher Benot Ya'aqovban találták meg az acheulei kultúra leletei között 790-750 000 évvel ezelőtt. A rókadió magjait az Ayurveda készítményekben és a hagyományos kínai orvoslásban használják.